# Jaylon Hadden
Jaylon Jahi Hadden Scarlett (Limón, Costa Rica, 9 de abril de 1998) es un futbolista costarricense que juega como mediocentro defensivo en el Sporting Football Club de la Primera División de Costa Rica.

## Trayectoria

### Deportivo Saprissa
Jaylon Hadden es proveniente de la provincia de Limón y nació el 9 de abril de 1998. En su formación futbolística se trasladó a la capital San José para iniciarse en las categorías inferiores del Deportivo Saprissa, donde participó en los torneos del alto rendimiento de acuerdo a su edad.
Debido a las sanciones, por acumulación de tarjetas amarillas, de los centrocampistas de contención Jaikel Medina y Christian Martínez en el equipo absoluto, el entrenador Carlos Watson convocó por primera vez a Hadden para el compromiso de la jornada 17 del Campeonato de Verano 2017, de la máxima categoría costarricense. El juego se desarrolló el 19 de marzo  en el Estadio Ricardo Saprissa, escenario en el cual su conjunto enfrentó al Herediano. Jaylon apareció como suplente, pero, al minuto 6', su compañero Anderson Leite salió lesionado del tobillo, por lo que el estratega envió al futbolista como sustitución del brasileño. Hadden tuvo su debut a los 18 años, desempeñó la demarcación de mediocentro defensivo y los goles de Heiner Mora y Randy Chirino dieron la victoria de 2-0. El 12 de abril, en el áspero partido contra Pérez Zeledón en el Estadio Ricardo Saprissa, su club estuvo por debajo en el marcador por el gol del adversario en tan solo cuatro minutos después de haber iniciado el segundo tiempo. El bloque defensivo de los generaleños le cerró los espacios a los morados para desplegar el sistema ofensivo del entrenador Carlos Watson, pero al minuto 85', su compañero Daniel Colindres brindó un pase filtrado al uruguayo Fabrizio Ronchetti para que este definiera con un remate de pierna izquierda. Poco antes de finalizada la etapa complementaria, el defensor Dave Myrie hizo el gol de la victoria 2-1. Con este resultado, los saprissistas aseguraron el liderato del torneo a falta de un compromiso de la fase de clasificación. A causa de la derrota 1-2 de local ante el Santos de Guápiles, su equipo alcanzó el tercer puesto de la cuadrangular y por lo tanto quedó instaurado en la última instancia al no haber obtenido nuevamente el primer sitio. El 17 de mayo se desarrolló el juego de ida de la final contra el Herediano, en el Estadio Rosabal Cordero. El volante apareció como titular, pero salió de cambio al inicio del segundo tiempo por el delantero Anllel Porras. Por otra parte, el marcador fue de pérdida 3-0. En el partido de vuelta del 21 de mayo en el Estadio Ricardo Saprissa, los acontecimientos que liquidaron el torneo fueron de fracaso con números de 0-2 a favor de los oponentes, y un agregado de 0-5 en la serie global.
El comienzo de su conjunto en el Torneo de Apertura 2017 se produjo el 30 de julio como local en el Estadio "Fello" Meza de Cartago contra Carmelita. Por otro lado, el jugador permaneció en la suplencia y el marcador culminó en victoria con cifras de 4-2. Debutó de manera formal el 25 de octubre en la visita a la Universidad de Costa Rica, como titular durante la primera mitad, ya que en el segundo tiempo sería reemplazado por Marvin Angulo. Los saprissistas avanzaron a la cuadrangular en el segundo sitio con 43 puntos, y al cierre de la misma, el conjunto tibaseño quedó sin posibilidades de optar por el título.
Con miras al Torneo de Clausura 2018, su equipo cambió de entrenador debido al retiro de Carlos Watson, siendo Vladimir Quesada —quien fuera el asistente la campaña anterior— el nuevo estratega. Hadden quedó fuera de convocatoria en la primera fecha del 7 de enero ante Liberia, en el Estadio Edgardo Baltodano, donde se dio la victoria de los morados por 0-3. Hizo su debut el 31 de enero, como titular en la totalidad de los minutos contra la Universidad de Costa Rica (derrota 1-0). El 20 de mayo se proclama campeón del torneo con su club tras vencer al Herediano en la tanda de penales. El volante sumó un total de diez apariciones con el aporte de un pase a gol.
Debuta en el Torneo de Apertura 2018 el 12 de agosto por la cuarta fecha contra el Herediano, siendo titular por 88 minutos en la victoria por 1-0 de local. Concluyó el certamen con siete apariciones.
El 15 de mayo de 2019 obtiene el subcampeonato del Torneo de Clausura.
Empezó la campaña del Torneo de Apertura 2019 a partir de la segunda fecha contra Pérez Zeledón (victoria 3-0), en la que formó parte de la suplencia y entró de cambio al minuto 2' por el lesionado Alexander Robinson. El 9 de noviembre se le dio de baja debido a una ruptura del ligamento cruzado anterior de la rodilla izquierda, por lo que su período total de recuperación sería de seis a nueve meses. El 26 de noviembre se proclama campeón de Liga Concacaf, tras vencer en la final al Motagua de Honduras.
El 29 de junio de 2020, Hadden alcanzó su segundo título nacional con Saprissa, luego de superar la serie final del Torneo de Clausura sobre Alajuelense.

### Sporting F. C.
El 2 de febrero de 2021, último día de las transferencias, Hadden es cedido al Sporting para disputar el Torneo de Clausura.

## Selección costarricense

### Categorías inferiores

#### Eliminatoria al Campeonato Sub-17 de Concacaf 2015
El 31 de octubre de 2014, Luis Fernando Fallas, entrenador de la Selección Sub-17 de Costa Rica, dio en conferencia de prensa la lista de 18 futbolistas que participarían en la Eliminatoria Centroamericana previa al Campeonato de Concacaf del año siguiente; en su nómina destacó la integración de Jaylon Hadden. El 4 de noviembre fue la primera fecha de la triangular, en la cual su nación enfrentó al combinado de Belice en el Estadio Edgardo Baltodano. En esa oportunidad, el mediocentro fungió en la titularidad, y a pesar de iniciar perdiendo desde el primer minuto de partido, su selección logró dar vuelta el resultado y triunfar con cifras de 3-1. Cuatro días posteriores fue el encuentro ante El Salvador en el mismo escenario deportivo. El jugador fue suplente y la victoria de 2-1 aseguró el liderato del grupo A con 6 puntos y el pase directo a la competencia continental.

#### Campeonato Sub-17 de Concacaf 2015
Bajo la dirección técnica del argentino Marcelo Herrera, la categoría costarricense enfrentó el Campeonato Sub-17 de la Concacaf de 2015, competencia que se realizó en territorio hondureño. El 28 de febrero fue la primera fecha contra Santa Lucía en el Estadio Olímpico Metropolitano. Mediante los dobletes de sus compañeros Andy Reyes y Kevin Masis, su nación triunfó con cifras de goleada 0-4. La segunda jornada del torneo del área se efectuó el 3 de marzo ante Canadá, en el mismo escenario deportivo. El marcador concluyó en pérdida de 2-3. Tres días después su país volvería a ganar, siendo esta vez con resultado de 4-1 sobre Haití. El 9 de marzo se dio un triunfo 2-0 contra Panamá y tres días posteriores el empate a un tanto frente al combinado de México. Con este rendimiento, los costarricenses se ubicaron en la zona de repechaje y el 15 de marzo se llevó a cabo el compromiso por esta definición en el Estadio Francisco Morazán, donde su conjunto tuvo como adversario a Canadá. La victoria de 3-0 adjudicó la clasificación de su selección al Mundial Sub-17 que tomaría lugar ese mismo año.
El 15 de julio de 2019, Hadden fue convocado por Douglas Sequeira en la selección Sub-23 para jugar la eliminatoria al Preolímpico de Concacaf. Dos días después quedó en la suplencia frente a Guatemala en el Estadio Doroteo Guamuch Flores, donde el resultado se consumió en victoria por 0-3. A pesar de la derrota dada el 21 de julio por 0-2 en la vuelta en el Estadio Morera Soto, su combinado logró clasificarse al torneo continental.

### Selección absoluta
El 4 de octubre de 2018, en rueda de prensa del director técnico Ronald González, se hizo el primer llamado de Hadden en la Selección de Costa Rica como novedad para disputar los fogueos de la fecha FIFA del mes. El primer duelo se realizó el 11 de octubre en el Estadio Universitario de Monterrey, en donde su combinado enfrentó al conjunto de México. El centrocampista debutó como internacional absoluto al ingresar de cambio por David Guzmán al minuto 78' y su país perdió con marcador de 3-2. Para el cotejo del 16 de octubre contra el equipo de Colombia en el Red Bull Arena en territorio estadounidense, el equipo Tico cedió el resultado tras caer derrotado con cifras de 1-3.

## Clubes
| Club                 | País       | Año             |
| -------------------- | ---------- | --------------- |
| Deportivo Saprissa   | Costa Rica | 2017 - 2021     |
| Sporting F. C.       | Costa Rica | 2021            |
| Deportivo Saprissa   | Costa Rica | 2021 - 2023     |
| Club Sport Herediano | Costa Rica | 2023 - 2024     |
| Sporting F. C.       | Costa Rica | 2024 (préstamo) |

## Palmarés

### Títulos nacionales
| Título                         | Club               | País       | Año  |
| ------------------------------ | ------------------ | ---------- | ---- |
| Primera División de Costa Rica | Deportivo Saprissa | Costa Rica | 2018 |
| Primera División de Costa Rica | Deportivo Saprissa | Costa Rica | 2020 |
| Supercopa de Costa Rica        | Deportivo Saprissa | Costa Rica | 2021 |
| Primera División de Costa Rica | Deportivo Saprissa | Costa Rica | 2022 |
| Primera División de Costa Rica | Deportivo Saprissa | Costa Rica | 2023 |

### Títulos internacionales
| Título        | Club               | País     | Año  |
| ------------- | ------------------ | -------- | ---- |
| Liga Concacaf | Deportivo Saprissa | Honduras | 2019 |